# Chéry
Chéry – miejscowość i gmina we Francji, w Regionie Centralnym, w departamencie Cher.
Według danych na rok 1990 gminę zamieszkiwało 268 osób, a gęstość zaludnienia wynosiła 20 osób/km² (wśród 1842 gmin Regionu Centralnego Chéry plasuje się na 873. miejscu pod względem liczby ludności, natomiast pod względem powierzchni na miejscu 967.).